# Believe (série télévisée)
Pour les articles homonymes, voir Believe.
Believe (ou Le Don au Québec) est une série télévisée américaine en treize épisodes de 41 minutes créée par Alfonso Cuarón et Mark Friedman dont seulement douze épisodes ont été diffusés entre le 10 mars et le 15 juin 2014 sur le réseau NBC et en simultané au Canada sur le réseau CTV.
Au Québec, elle a été diffusée du 27 janvier au 21 avril 2015 sur Ztélé, en Belgique depuis le 9 avril 2015 sur La Une, et en France depuis le 7 mars 2017 sur TF1[réf. souhaitée], elle est également disponible sur la plateforme MYTF1. Elle reste inédite dans les autres pays francophones.

## Synopsis
Bo est une petite fille dotée de "pouvoirs surnaturels" (empathie, télépathie, télékinésie, contrôle de la faune…) qui passe de foyer en foyer pour se cacher de Skouras, un riche et puissant homme d'affaires. Elle est protégée par Winter, l'ancien associé de Skouras, et Channing, une de ses anciennes employées. Mais tout bascule lorsque Moore, tueuse à la solde de Skouras, provoque la mort dans un accident de voiture des parents adoptifs de Bo. Winter lui choisit comme nouveau gardien un prisonnier récidiviste et condamné à mort, William Tate. Après une rencontre musclée avec Moore, Winter et Channing partent de leurs côtés et Bo et Tate du leur. Cette fuite en avant impromptue clôture l'épisode pilote sur un secret et débute la cavale de Bo et Tate.

## Distribution

### Acteurs principaux
- Johnny Sequoyah (VF : Maryne Bertieaux) : Bo Adams
- Jake McLaughlin (VF : Damien Ferrette) : William Tate, Jr.
- Delroy Lindo (VF : Philippe Dumond) : Pr Milton Winter
- Kyle MacLachlan (VF : Patrick Poivey) : Pr Roman Skouras
- Jamie Chung (VF : Geneviève Doang) : Janice Channing

### Acteurs récurrents et invités
- Arian Moayed (VF : Jean-Marc Charrier) : Corey (7 épisodes)
- Kerry Condon (VF : Armelle Gallaud) : Dr Zoe Boyle (9 épisodes)
- Tracy Howe : Sparks
- Katie McClellan (VF : Christine Lemler) : Lilah Leeds
- Juri Henley-Cohn (VF : Charles Borg) : Luke Hayden
- Matthew Rauch (VF : Julien Meunier) : Agent Martin
- Rob Morgan : Joshua Carpenter
- Owen Campbell : Shawn
- Trieste Kelly Dunn (VF : Marion Valantine) : Agent Elizabeth Ferrell (6 épisodes)
- Ato Essandoh (VF : Frédéric Kontogom) : Agent Garner (5 épisodes)
- Mia Vallet (VF : Olivia Nicosia) : Dani
- Nick E. Tarabay (VF : Daniel Lobé) : Niko Zepeda
- Eliza Baldi (VF : Sophie Baranes) : Maggie (1 épisode)
- John Finn (VF : Luc Bernard) : William Tate, Sr. / Randall Comstock (2 épisodes)
- Alexie Gilmore (VF : Pauline Moingeon Vallès) : Sarah (1 épisode)
- Richard Hollis (VF : Jean Rieffel) : Gilman (4 épisodes)
- Erik LaRay Harvey (en) (VF : Namakan Koné) : Marcus Krakauer (2 épisodes)
- Suzy Jane Hunt (VF : Sandrine Cohen) : Katherine Zalben (1 épisode)
- Angela Reed (VF : Nathalie Duverne) : Jill Good (1 épisode)
- Ella Rae Peck (VF : Claire Morin) : Nina Adams (3 épisodes)
- Paul Sparks (VF : Yann Guillemot) : Karl (1 épisode)
- Peter McRobbie (VF : Olivier Hémon) : Directeur Lofton
- Kevin Collins (en) (VF : Jerome Wiggins) : James Dashiell (2 épisodes)
- Sienna Guillory : Moore (pilote)
- Rami Malek : Dr Adam Terry (pilote)

- Version française
  - Société de doublage : Nice Fellow[5],[6]
  - Direction artistique : Christèle Wurmser[6]
  - Adaptation des dialogues : François Dubuc, Marie-Pierre Deprez et Aurélie Cutaya[6]

 Source et légende : version française (VF) sur RS Doublage et Doublage Séries Databse

## Fiche technique
- Producteurs exécutifs : Alfonso Cuarón, J. J. Abrams, Bryan Burk, Hans Tobeason et Dave Erickson
- Producteur co-exécutif : Kathy Lingg
- Sociétés de production : Bonanza Productions Inc. en association avec Bad Robot Productions, Esperanto Filmoj et Warner Bros. Television

## Production

### Développement
Le projet a été présenté à NBC en septembre 2012 qui a commandé le pilote en janvier 2013.
Le 9 mai 2013, NBC commande la série et trois jours plus tard lui attribue la case horaire du dimanche à 21 h à la mi-saison, après les Jeux olympiques d'hiver de 2014.
En juillet 2013, le cocréateur et showrunner Mark Friedman a quitté le projet. Il est remplacé par Dave Erickson, puis en décembre 2013 par Jonas Pate.
Le 9 mai 2014, la série a été officiellement annulée par NBC après une seule saison.
Bien que treize épisodes ont été produits, NBC n'en a diffusé que douze. L'épisode sauté a été mis en ligne le 24 juin en Nouvelle-Zélande.

### Casting
Les rôles ont été attribués dans cet ordre : Jake McLaughlin, Sienna Guillory, Jamie Chung, Delroy Lindo et Johnny Sequoyah, Kyle MacLachlan et Arian Moayed. En juin 2013, Sienna Guillory a quitté le projet et son personnage fera une sortie.
Parmi les acteurs récurrents et invités : Nick Tarabay, Marianne Jean-Baptiste (rôle du CIA Deputy Director Brandice Comstock, éliminé avant le tournage), Kerry Condon et Mia Vallet.

## Épisodes
1. Le Don / Un don du ciel / Une fillette hors du commun (Pilot)
2. Dame fortune / La Chance du débutant (Beginner's Luck)
3. Au commencement / L'Étau (Origin)
4. Un amour aveuglé / La Lettre (Defection)
5. Le Prix de la vérité / Au grand jour (White Noise)
6. Comme des frères (Sinking)
7. Phase critique (Bang and Blame)
8. Chasser le naturel... (Together)
9. Nouvelle partition / La Prodige (Prodigy)
10. Instinct de protection / Prémonition (Collapse)
11. Le Face à face (Revelation)
12. Seconde chance / Le Pardon (Second Chance)
13. Perception / Double vue (Perception) épisode inédit, exclusivement diffusé en Nouvelle-Zélande le 9 juillet 2014.

## Accueil
Le pilote, diffusé un lundi soir dans la case horaire de The Blacklist, a attiré 10,56 millions de téléspectateurs et une cote de 2.8 parmi les 18 à 49 ans, soit une cote identique à l'épisode de Blacklist diffusé la semaine précédente. Par contre, il a été battu par la finale de The Bachelor avec une cote de 3.8 parmi les 18 à 49 ans.
Diffusé les dimanches, les audiences sont en chute libre. Elle rejoint un peu plus de téléspectateurs total que Cosmos: A Spacetime Odyssey sur Fox, mais moins parmi les 18 à 49 ans.